# UCI Nations Cup U23 / 2014
De UCI Nations Cup U23 / 2014 is de achtste editie van de UCI Nations Cup U23. Deze competitie van wielerwedstrijden voor landenteams wordt jaarlijks door de UCI georganiseerd voor wegwielrenners van 19 tot en met 22 jaar. Per wedstrijd worden punten verdiend door de hoogst geëindigde renner per land, die resulteren in een eindrangschikking per land. De competitie bestaat in 2014 uit vier wedstrijden.

## Wedstrijden
| Code   | Datum          | Naam wedstrijd           | Winnaar            |
| ------ | -------------- | ------------------------ | ------------------ |
| 1.Ncup | 12 april       | Ronde van Vlaanderen U23 | Dylan Groenewegen  |
| 1.Ncup | 16 april       | La Côte Picarde          | Jelle Wallays      |
| 1.Ncup | 19 april       | ZLM Tour                 | Thomas Boudat      |
| 2.Ncup | 23-30 augustus | Ronde van de Toekomst    | Miguel Ángel López |

## Eindstand
| Plaats | Land                | Punten |
| ------ | ------------------- | ------ |
| 1      | België              | 60     |
| 2      | Frankrijk           | 58     |
| 3      | Rusland             | 47     |
| 4      | Colombia            | 43     |
| 5      | Noorwegen           | 41     |
| 6      | Zwitserland         | 39     |
| 7      | Nederland           | 38     |
| 8      | Denemarken          | 37     |
| 9      | Australië           | 35     |
| 10     | Verenigd Koninkrijk | 27     |

2007 · 
2008 · 
2009 · 
2010 · 
2011 · 
2012 · 
2013 · 
2014 · 
2015 · 
2016 · 
2017 · 
2018 · 
2019 · 
2020